# Línea 690 (Interurbanos Madrid)
La línea 690 de la red de autobuses interurbanos de Madrid une entre sí Guadarrama, Collado Mediano y Navacerrada.

## Características
La línea mantiene los mismos horarios todo el año (exceptuando las vísperas de festivo y festivos de Navidad), circulando únicamente de lunes a viernes laborables.
Está operada por la empresa Avanza Movilidad Integral mediante la concesión administrativa VCM-604 - Madrid – Cercedilla – Hoyo de Manzanares (Viajeros Comunidad de Madrid) del Consorcio Regional de Transportes de Madrid.

## Horarios
Los horarios que no sean cabecera son aproximados.
| Lunes a viernes laborables |                          |                          |                          |                          |                          |                          |                          |
| Guadarrama > Navacerrada   | Guadarrama > Navacerrada | Guadarrama > Navacerrada | Guadarrama > Navacerrada | Navacerrada > Guadarrama | Navacerrada > Guadarrama | Navacerrada > Guadarrama | Navacerrada > Guadarrama |
| Guadarrama                 | Collado Mediano          | Becerril de la Sierra    | Navacerrada              | Navacerrada              | Becerril de la Sierra    | Collado Mediano          | Guadarrama               |
| 08ː15                      | 08ː25                    | 08ː35                    | 08ː45                    | 07ː30                    | 07ː40                    | 07ː50                    | 08ː00                    |
| 09ː45                      | 09ː55                    | 10ː05                    | 10ː15                    | 09ː00                    | 09ː10                    | 09ː20                    | 09ː30                    |
| 14ː30                      | 14ː40                    | 14ː50                    | 15ː00                    | 13ː15                    | 13ː25                    | 13ː35                    | 13ː45                    |
| Lunes y miércoles lectivos |                          |                          |                          |                          |                          |                          |                          |
| Guadarrama > Navacerrada   |                          |                          |                          |                          |                          |                          |                          |
| Guadarrama                 | Collado Mediano          | Becerril de la Sierra    | Navacerrada              |                          |                          |                          |                          |
| 15ː15                      | 15ː25                    | 15ː35                    | 15ː45                    |                          |                          |                          |                          |

## Recorrido y paradas

### Sentido Navacerrada
| Código | Parada                                    | Común con         | Conexión con Cercanías | Municipio             | Zona |
| ------ | ----------------------------------------- | ----------------- | ---------------------- | --------------------- | ---- |
| 16649  | Escoriales - Polideportivo                | 4                 |                        | Guadarrama            |      |
| 10220  | Escoriales - Hospital Guadarrama          | 660 664 VAC-246 4 |                        | Guadarrama            |      |
| 15667  | Marqués de Santillana - Alfonso X         | 680 688 4         |                        | Guadarrama            |      |
| 09283  | Ctra. M-623 - Urb. La Llama               | 683               |                        | Guadarrama            |      |
| 09730  | P.º Rosales - Colonia Ramiro              | 683               |                        | Collado Mediano       |      |
| 09298  | P.º Rosales - Est. Collado Mediano        | 683               | Collado Mediano        | Collado Mediano       |      |
| 16352  | Ctra. M-623 - Colonia Virgen de la Paloma | 683               |                        | Collado Mediano       |      |
| 09299  | Real - Ayuntamiento                       | 683               |                        | Collado Mediano       |      |
| 09178  | Ctra. M-623 - Joan Miró                   | 691 696           |                        | Becerril de la Sierra |      |
| 09275  | Ctra. M-623 - Urb. Cerro Grande           | 691 696           |                        | Becerril de la Sierra |      |
| 09177  | Av. Flores - Colonia El Tomillar          | 691 696           |                        | Becerril de la Sierra |      |
| 09186  | P.º Ermita - Guardia Civil                | 691 696           |                        | Becerril de la Sierra |      |
| 09187  | Av. Calvo Sotelo - Centro Cultural        | 691 696           |                        | Becerril de la Sierra |      |
| 09188  | Av. Calvo Sotelo - Gijón                  | 691 696           |                        | Becerril de la Sierra |      |
| 15710  | Av. Calvo Sotelo - Urb. Las Huertas       | 691 696           |                        | Becerril de la Sierra |      |
| 10987  | Ctra. M-861 - Presa de Navacerrada        | 691 696           |                        | Becerril de la Sierra |      |
| 19413  | Av. Lago - Urb. Reajo del Roble           | 691 696           |                        | Collado Mediano       |      |
| 09190  | Ctra. M-601 - Colonia Mata del Rosal      | 691 696           |                        | Navacerrada           |      |
| 15615  | Av. Madrid - Travesía Tejera              | 691 696           |                        | Navacerrada           |      |
| 09192  | P.º Españoles - Casa de la Cultura        | 691 696           |                        | Navacerrada           |      |
| 09193  | Eras - Oficina de Correos                 | 691 696           |                        | Navacerrada           |      |
| 15617  | Eras - Urb. Los Copos                     | 691 696           |                        | Navacerrada           |      |

### Sentido Guadarrama
| Código | Parada                                    | Común con         | Conexión con Cercanías | Municipio             | Zona |
| ------ | ----------------------------------------- | ----------------- | ---------------------- | --------------------- | ---- |
| 15616  | Eras - Urb. Los Copos                     | 691 696           |                        | Navacerrada           |      |
| 09201  | Eras - Oficina de Correos                 | 691 696           |                        | Navacerrada           |      |
| 10988  | Cuartel - Travesía Santísimo              | 691 696           |                        | Navacerrada           |      |
| 09202  | Av. Madrid - P.º Españoles                | 691 696           |                        | Navacerrada           |      |
| 09203  | Av. Madrid - Travesía Tejera              | 691 696           |                        | Navacerrada           |      |
| 09204  | Ctra. M-601 - Polideportivo               | 691 696           |                        | Navacerrada           |      |
| 09205  | Av. Lago - Urb. Reajo del Roble           | 691 696           |                        | Collado Mediano       |      |
| 15709  | Av. Calvo Sotelo - Urb. Las Huertas       | 691 696           |                        | Becerril de la Sierra |      |
| 09206  | Av. Calvo Sotelo - Cigarral               | 691 696           |                        | Becerril de la Sierra |      |
| 09207  | Av. Calvo Sotelo - Centro Cultural        | 691 696           |                        | Becerril de la Sierra |      |
| 09208  | P.º Ermita - Guardia Civil                | 691 696           |                        | Becerril de la Sierra |      |
| 09209  | Ctra. M-623 - P.º Ermita                  | 691 696           |                        | Becerril de la Sierra |      |
| 09274  | Ctra. M-623 - P.º San Sebastián           | 691 696           |                        | Becerril de la Sierra |      |
| 09210  | Ctra. M-623 - Urb. Las Mercedes           | 691 696           |                        | Becerril de la Sierra |      |
| 11570  | Ctra. M-623 - Urb. Parque Collado         | 691 696           |                        | Becerril de la Sierra |      |
| 09281  | Real - Ayuntamiento                       | 683               |                        | Collado Mediano       |      |
| 16351  | Ctra. M-623 - Colonia Virgen de la Paloma | 683               |                        | Collado Mediano       |      |
| 09282  | P.º Rosales - Est. Collado Mediano        | 683               | Collado Mediano        | Collado Mediano       |      |
| 09729  | P.º Rosales - Colonia Ramiro              | 683               |                        | Collado Mediano       |      |
| 09297  | Ctra. M-623 - Urb. La Llama               | 683               |                        | Guadarrama            |      |
| 15666  | Marqués de Santillana - Alfonso X         | 680 688           |                        | Guadarrama            |      |
| 10200  | Escoriales - Hospital Guadarrama          | 660 664 VAC-246 4 |                        | Guadarrama            |      |
| 16649  | Escoriales - Polideportivo                | 4                 |                        | Guadarrama            |      |